# Oklahoma
Oklahoma, numele oficial State of Oklahoma (în română Statul Oklahoma), este unul din cele 50 de state ale Statelor Unite ale Americii, care se găsește în zona sudică a regiunilor cunoscute ca [The] Great Plains și Eastern Woodlands, fiind în același timp parte a regiunii cunoscută sub numele afectiv de "American Heartland."  Publicația oficială a Congresului SUA, The Congressional Quarterly, precum și rapoartele periodice ale United States Census Bureau plasează Oklahoma în rândul statelor Sudului Statelor Unite.  Oricum, datorită poziției geografice a statului aproape de centrul geografic al Statelor Unite, Oklahoma este clar influențată cultural de toate tendințele cardinale ale națiunii americane.
Influențele regionale sunt în special vizibile în cazul aglomerărilor mari urbane, adăugându-se la caracterul unic al statului Oklahoma.  Astfel, Oklahoma City, capitala statului manifestă influențe culturale mai mult vestice, sud-vestice și sudice, în timp Tulsa, cel de-al doilea oraș ca mărime al statului manifestă influențe mai mult sud-vestice, mid-vestice și sudice.  Influența sudică, conferind un anumit șarm specific, se manifestă mai puternic în sud-estul Oklahomei.  Această parte a statului a fost populată de mulți sudiști care au fugit din calea armatelor Uniunii, mai ales în perioada de după Războiul Civil, fapt care i-a și atras denumirea de Micul Dixie, conform originalului, Little Dixie.
Oklahoma a devenit cel de-al 46-lea stat al Uniunii la 16 noiembrie 1907.  Numele statului provine din două cuvinte din limba tribului Choctaw, cuvintele okla, însemnând oameni și humma, însemnând roșu, deci literar însemnând oameni roși (în engleză, "red people" și a fost ales de Allen Wright, Șeful tribului Choctaw între 1866 și 1870.
Oklahoma este un stat cu o istorie bogată, incluzând timpul cât a fost un "stat de frontieră", perioada când a fost destinația preferată a multor scalvi eliberați care căutau oportunități și egalitate sau zilele în care a fost "inima" boom-ului industriei extractive a țițeiului.  Persoanele originare din Oklahoma sunt cunoscute sub numele de Oklahomans sau, adesea, sub prescurtarea "Okies" (deși unii consideră acest termen relativ ofensator).
Cel mai notabil dintre toate faptele, Oklahoma este pe locul doi în Uniune ca număr de locuitori de origine nativă americană.  În onoarea acestei populații (dar și pentru scopuri turistice), Oklahoma este supra-numită "Native America."  Istoria statului este conectată cu așa numitul Drum al lacrimilor (în original, Trail of Tears), care a fost mutarea forțată a Celor Cinci Triburi Civilizate (conform originalului, Five Civilized Tribes) din sud-estul Statelor Unite în statul de astăzi Oklahoma.  Ca un testament al Oklahomei, ca zonă de "coliziune" între civilizațiile triburilor nativ-americane și vestul american mereu în mișcare dinspre coasta de est înspre cea de vest, Tulsa este locul unde se găsește renumitul muzeu Gilcrease, care găzduiește cea mai largă și cuprinzătoare colecție de artefacte, manuscise, documente, hărți și obiecte referitoare la ambele componente umane ale statului.

## Geografie

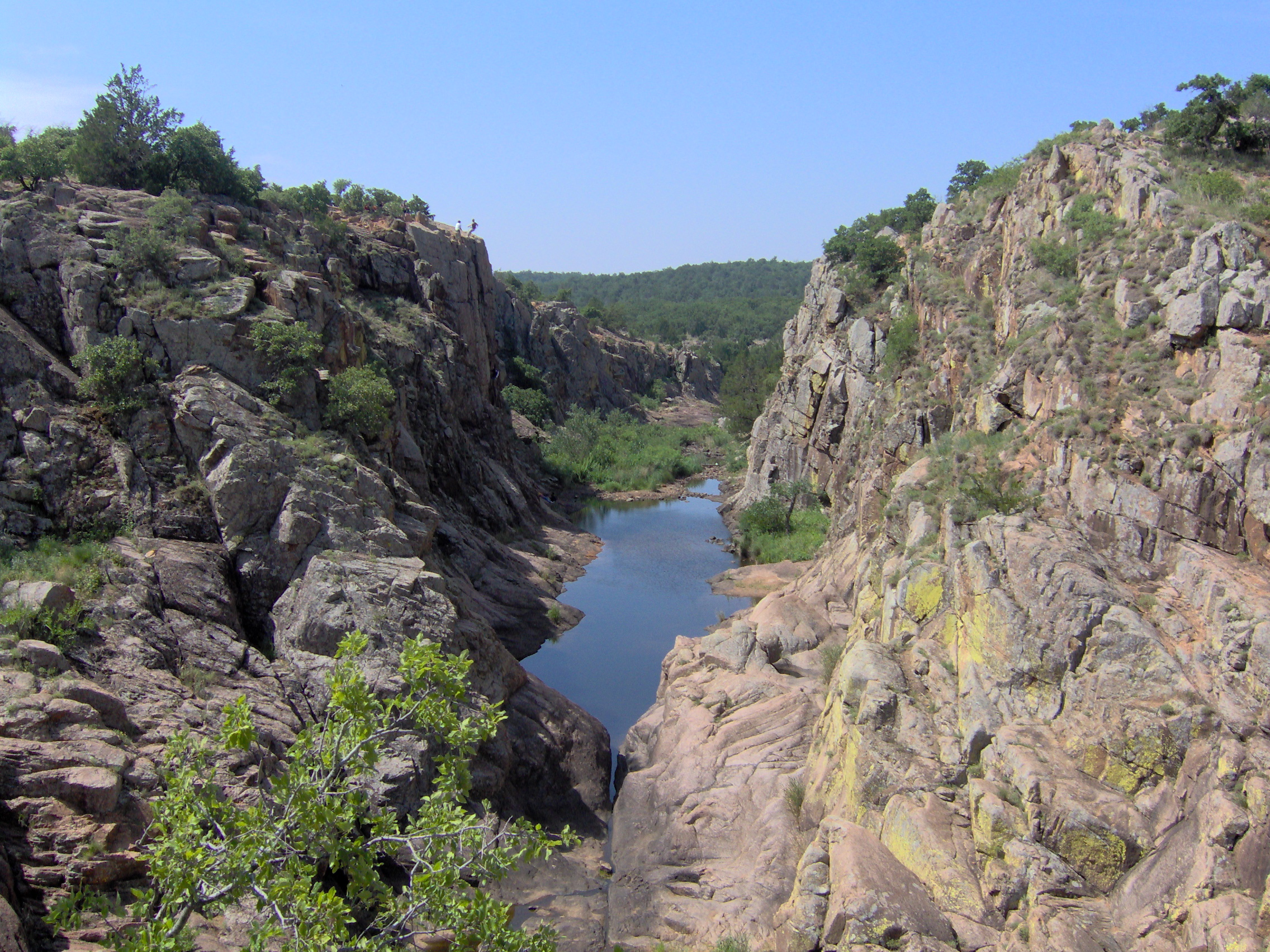
Canion în Munții Wichita

Vecini: Texas, Arkansas, Missouri, Kansas, Colorado și New Mexico.

## Demografie

### 2010
Populația totală a statului în 2010: 3,751,351

Densitatea populației statului Oklahoma

Structura rasială în conformitate cu recensământul din 2010:
- 72.2% Albi (2,706,845)
- 7.4% Negri (277,644)
- 8.6% Americani nativi (321,687)
- 1.7% Asiatici (65,076)
- 0.1% Hawaieni nativi sau locuitori ai Insulelor Pacificului (4,369)
- 5.9% Două sau mai multe rase (221,321)
- 4.1% Altă rasă (154,409)
- 8.9% Hispanici sau latino-americani (de orice rasă) (332,007)

## Economie

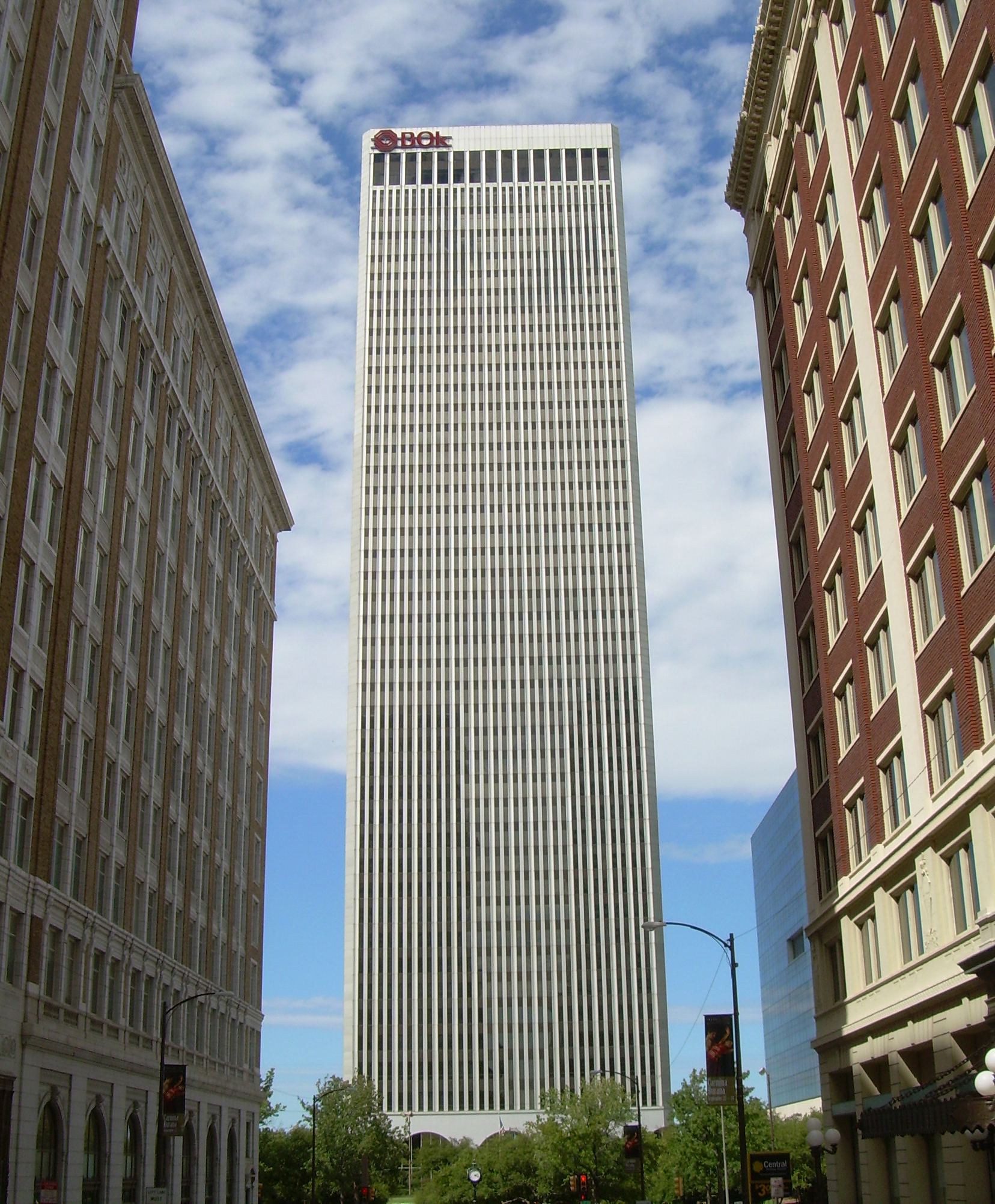
Turnul BOK din Tulsa, a-doua clădire ca înălțime din Oklahoma, este sediul global a Williams Companies

Oklahoma găzduiește o gamă diversă de sectoare, inclusiv aviația, energia, echipamentele de transport, prelucrarea alimentelor, electronica și telecomunicațiile. Oklahoma este un important producător de gaze naturale, aeronave și alimente. Statul ocupă locul trei în țară la producția de gaze naturale, este al 27-lea cel mai productiv stat din punct de vedere agricol și ocupă, de asemenea, locul 5 la producția de grâu. Oklahoma este una dintre cele mai prietenoase state pentru afaceri din SUA, având a-șaptea cea mai scăzută taxă din țară. În 2018, circa 1,385,228 de locuitori ai statului eligibili pentru muncă sunt angajați, cu 93,561 de afaceri.
Produsul Intern Brut (PIB-ul) statului era de $254,13 miliarde de USD, similar cu cel a României din 2020.
Statul a avut un venit pe cap de locuitor de 58.499 de dolari în 2023, clasându-se pe locul 43 în SUA, iar venitul mediu al gospodăriilor s-a clasat pe locul 46, cu 59.673 de dolari. În plus, Oklahoma se clasează constant printre statele cu cele mai scăzute costuri ale vieții.
Deși petrolul a dominat din punct de vedere istoric economia statului, o prăbușire a industriei energetice în anii 1980 a dus la pierderea a aproape 90.000 de locuri de muncă legate de energie între 1980 și 2000, afectând grav economia locală. Petrolul a reprezentat 35 de miliarde de dolari în economia Oklahoma în 2007, iar ocuparea forței de muncă în industria petrolieră a statului a fost depășită de alte cinci industrii în 2007. În septembrie 2020, rata șomajului în stat era de 5,3%.